# XIII (komiks)
XIII (wym. jako „Trzynasty” lub „Trzynastka”; we francuskojęzycznym oryginale alternatywnie jako Treize) – belgijska seria komiksowa, stworzona przez Jeana Van Hamme’a (scenariusz) i Williama Vance’a (rysunki), ukazująca się od 1984 po francusku nakładem wydawnictwia Dargaud. Twórcy XIII planowali zakończyć cykl na tomie 19., wydanym w 2007, podjęli jednak decyzję o kontynuacji, przekazując pracę scenarzyście Yves’owi Sente i rysownikowi Youriemu Jigounovowi.

## Publikacja w Polsce
W Polsce pierwszy tom serii opublikowało wydawnictwa Korona w 1991, w latach 2000–2003 publikowało ją wydawnictwo Siedmioróg, w latach 2007–2008 Egmont Polska, w latach 2015–2017 Taurus Media, a od 2024 ponownie Egmont Polska w formie tomów zbiorczych

## Fabuła
Fabuła wzorowana jest na powieści Roberta Ludluma Tożsamość Bourne’a. Akcja rozgrywa się głównie w USA i opowiada historię mężczyzny, cierpiącego na amnezję w wyniku postrzału w głowę. Na klatce piersiowej wytatuowany ma symbol „XIII”. Rozpoczyna prywatne śledztwo, aby zrekonstruować swoje dotychczasowe losy i odkrywa, że jest bezpośrednio zamieszany w zabójstwo amerykańskiego prezydenta.

## Tomy
| Tom | Tytuł i rok wydania polskiego                                    | Tytuł i rok wydania oryginalnego                    |
| --- | ---------------------------------------------------------------- | --------------------------------------------------- |
| 1   | Dzień Czarnego Słońca (1991)                                     | Le Jour du soleil noir (1984)                       |
| 2   | Tam, dokąd zmierza Indianin (2000)                               | Là où va l’Indien... (1985)                         |
| 3   | Wszystkie łzy piekła (2000)                                      | Toutes les larmes de l’enfer (1986)                 |
| 4   | SPADS (2000)                                                     | SPADS (1987)                                        |
| 5   | Stan czerwieni (2000) / Czerwony alarm (2024)                    | Rouge total (1988)                                  |
| 6   | Akta Jasona Fly (2000) / Teczka Jasona Flya (2024)               | Le Dossier Jason Fly (1989)                         |
| 7   | Nocą 3 sierpnia (2001) / Noc 3 sierpnia (2024)                   | La Nuit du 3 Août (1990)                            |
| 8   | Trzynasty kontra Jeden (2001) / Trzynastka kontra Jedynka (2024) | Treize contre Un (1991)                             |
| 9   | Ocalić Marię (2001) / Na ratunek Marii (2025)                    | Pour Maria (1992)                                   |
| 10  | El Cascador (2001)                                               | El Cascador (1994)                                  |
| 11  | Trzy srebrne zegarki (2002)                                      | Trois montres d’argent (1995)                       |
| 12  | Proces (2002)                                                    | Le Jugement (1997)                                  |
| 13a | The XIII Mystery: Dochodzenie (2003)                             | The XIII Mystery: L’Enquête (1999)                  |
| 13b |                                                                  | The XIII Mystery: L’Enquête. Deuxième partie (2018) |
| 14  | Bezpieczeństwo narodowe (2007)                                   | Secret Défense (2000)                               |
| 15  | Spuścić psy (2007)                                               | Lâchez les Chiens! (2002)                           |
| 16  | Operacja Montecristo (2007)                                      | Opération Montechristo (2004)                       |
| 17  | Skarb Maksymiliana (2007)                                        | L’Or de Maximilien (2005)                           |
| 18  | Irlandzka opowieść (2008)                                        | La Version irlandaise (2007)                        |
| 19  | Ostatnia runda (2008)                                            | Le Dernier Round (2007)                             |
| 20  | Dzień Mayflower (2015)                                           | Le Jour du Mayflower (2011)                         |
| 21  | Przynęta (2015)                                                  | L’Appât (2012)                                      |
| 22  | Powrót do Greenfalls (2016)                                      | Retour à Greenfalls (2013)                          |
| 23  | Wiadomość od męczennika (2016)                                   | Le message du martyr (2014)                         |
| 24  | Dziedzictwo Jasona Mac Lane’a (2017)                             | L’Héritage de Jason Mac Lane (2016)                 |
| 25  |                                                                  | The XIII History (2019)                             |
| 26  |                                                                  | 2132 mètres (2019)                                  |
| 27  |                                                                  | Mémoire rechargée (2020)                            |
| 28  |                                                                  | Couba, où tout est comencé (2022)                   |
| 29  |                                                                  | Moscow – Spaso House (2024)                         |

## Adaptacje i komiksowa seria poboczna
W 2003 roku pięć pierwszych tomów serii zostało zaadaptowanych na potrzeby gry komputerowej pt. XIII. Na jej podstawie powstał też dwuczęściowy film telewizyjny produkcji amerykańskiej XIII – Spisek. W latach 2008–2018 ukazała się 13-tomowa komiksowa poboczna seria XIII Mystery, opowiadająca o drugoplanowych bohaterach głównego cyklu.